# 本中
本中（ほんなか）是創業於2010年12月的日本AV片商。公司位於東京都澀谷區惠比壽4-5-28 惠比壽花園203。
成立於2010年12月，是CA集團的內部製造商。取名來自「本物中出し」的簡稱，片假名為「ホンモノナカダシ」。
演出的女優除了包括CA集團的人氣女優，還有許多新人女優和專屬女優。
2014年成立官方Youtube頻道「本中TVガチAVメーカー」。
根據製作人智子による的介紹，在2019年本中以「シンプルに売り上げを狙う作品」、「演技の出来る助演女優を起用したシリーズもの」、「数字を度外視し、面白さを意図した作品」為3大核心。

## 主要標籤
- 本中（2010年12月 - ）核心標籤
- 強制（2013年7月 - ）凌辱、強姦等作品
- 日常（2015年8月 - ）
- 本中TV（2015年9月 - ）

## 主要系列
- 絶対美少女 真正中出し解禁
- 中出し解禁
- 中出しを教える○○
- 美少女中出し島（本中○周年記念作品として、3周年の2013年よりリリース。）
- 100人×中出し
- 彼女の妹に愛されすぎてこっそり子作り生活（NTR作品）[1]
- あの日、大学の飲み会が中出し輪姦サークルに変わった（輪姦）[1]
- 至近距離に彼女がいるのに耳元でこそこそ口説いてくるささやき誘惑中出し（人頭錄音、主觀鏡頭）[1]

## 專屬女優
○為AV出道。☆為現在專屬
- 立川理恵○（2013年3月 - 2014年2月）
- 加々美ゆい○（2013年12月 - 2014年4月）
- 宮崎彩☆（來自kawaii*。2014年11月 - ）
- 神木さやか○（2015年1月 - 2015年11月）
- 橋本さゆり○（2015年5月 - 2015年7月）
- 藤川千夏○（2015年9月 -2015年10月）
- 相原翼○☆（2015年10月 - ）
- 峰エリ○☆（2015年12月 - ）
- 美咲かんな（來自S1。2015年12月 - 2016年1月）
- 板野ユイカ○☆（2016年1月 - ）
- 小泉日向☆ (來自SODクリエイト。之後為Attackers的專屬 2020年2月 - )
- 美谷朱里 ☆ (之後為Das!的專屬 2020年5月 -)

## 相關項目
- Outvision
- DMM.com

## 外部連結
- 本中
- 本中的X（前Twitter）
- YouTube上的本中TVガチAVメーカー頻道